# 이광섭
이광섭(1980년 4월 20일 ~ )은 대한민국의 희극 배우이자 방송인 겸 사전MC로, 동아방송예술대학교 방송보도제작과를 졸업하여 2007년 KBS 22기 공채 개그맨으로 데뷔하였다.

## 학력
- 동아방송예술대학교 방송보도제작과

## 출연 프로그램
- 폭소클럽 2 (KBS)
- 개그사냥 (KBS)
- 개그콘서트 (KBS)

〈국내최초 세계최초〉
〈구리스〉
〈DJ변〉(제기럴 리 역)
〈9시쯤 뉴스〉
〈고마워요〉
〈사랑의 병원〉
〈병원 25시〉
〈대포동 예술극단〉
〈상구야 상구야〉
〈내 인생에 내기 걸었네〉
〈나는 개그맨이다〉
〈초고속 카메라〉(진행자 역)
〈실미도 학원〉
〈많이 컸네 황회장〉
〈나를 술푸게 하는 세상〉(이순경 역)
〈공부의 신〉(국어대왕 역)
〈슈퍼스타 KBS〉(MC 역)
〈꽃미남 수사대〉(쏘쿨형사 역)
〈뮤지컬〉
〈이기적인 특허소〉(진행자 역)
〈승승맞장구〉(MC 역)
〈전국구〉(MC 역)
〈아빠와 아들〉
〈왕해〉(우의정 역)
〈히든 캐릭터〉(MC 역)
〈오성과 한음〉
〈시청률의 제왕〉
〈리액션 야구단〉
〈누가 죄인인가〉
〈김진곤씨〉
- 김창열의 올드스쿨 (SBS 파워FM)
- 개승자 (KBS2)

## 기타활동
- 개그콘서트 야구단 2012년~현재 - 수석코치